# Palacio del Parlamento de Cataluña
El Palacio del Parlamento de Cataluña (en catalán: Palau del Parlament de Catalunya) se encuentra en el parque de la Ciudadela, en Barcelona (España). Es la sede del Parlamento de Cataluña, una institución heredera de las antiguas Cortes Catalanas. El edificio fue construido como arsenal de la antigua fortaleza de la Ciudadela, obra de Jorge Próspero de Verboom realizada entre 1716 y 1748.
Esta obra está inscrita como Bien Cultural de Interés Local (BCIL) en el Inventario del Patrimonio Cultural catalán con el código 08019/125.

## Historia y descripción

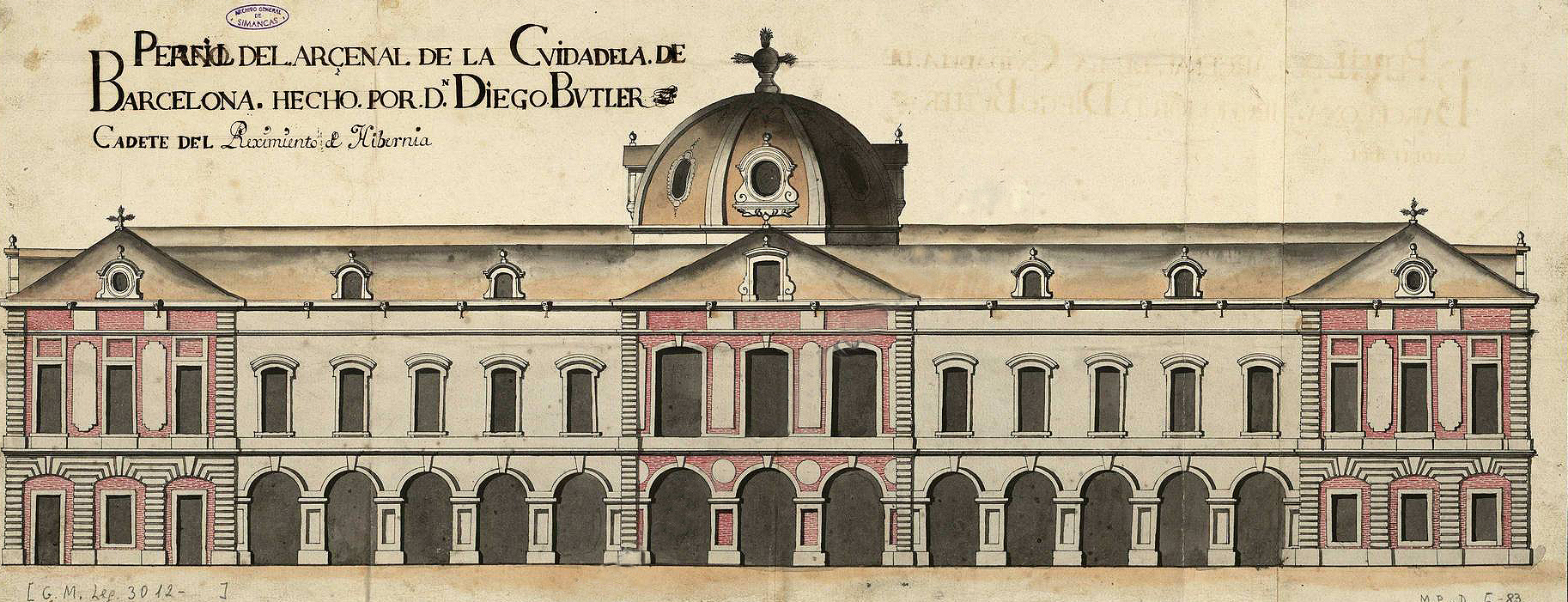
Arsenal de la Ciudadela (1725).

El edificio fue construido como arsenal para la fortaleza de la Ciudadela, un enclave militar erigido por orden de Felipe V para dominar Barcelona tras la guerra de sucesión española, en la que Cataluña había estado en el bando del contrincante de Felipe, Carlos de Austria. El proyecto fue encargado al ingeniero militar de origen flamenco Jorge Próspero de Verboom, y realizado entre 1716 y 1748. En el siglo XIX Barcelona dejó de ser considerada plaza fuerte y por fin, gracias a la Revolución de 1868, se procedió a la demolición de la Ciudadela, de la que solo quedaron la capilla (actual Parroquia Castrense), el palacio del gobernador (actualmente un instituto de educación secundaria) y el arsenal, que es la sede del Parlamento de Cataluña.
El edificio del arsenal tiene 5532 m², con dos plantas y desván, y fue construido con piedra de Montjuic y baldosas rojas. De estilo clasicista francés, presenta una planta cruciforme y dos pisos con galerías abovedadas, y cuatro patios entre los brazos de la cruz. La fachada destaca por un conjunto de arcadas que forman un porche en la planta baja.
El palacio fue restaurado por Pedro Falqués con vistas a la celebración de la Exposición Universal de 1888, en que fue residencia de la familia real. Sobre el trazado original Falqués abrió unos balcones en el primer piso y convirtió el patio central en una escalera de honor; posteriormente, entre 1904 y 1915 añadió dos cuerpos laterales al edificio principal. En el interior, Falqués desarrolló una decoración de estilo modernista, inspirada en la Ópera de París, destacando elementos ornamentales como escudos, herrajes, artesonados y esgrafiados. También decoró la fachada exterior con esgrafiados, y colocó en la misma, a la altura del desván, el escudo de piedra que había en la antigua puerta del Socorro de la Ciudadela, con el blasón de armas de la Casa de Borbón.
En 1900 el edificio fue destinado a Museo Municipal de Arte Decorativo y Arqueológico de Barcelona.
En 1927 se acondicionó el jardín situado frente al palacio, antiguo patio de armas de la Ciudadela, con un diseño de Jean-Claude Nicolas Forestier; se colocó entonces en medio del lago la escultura Desconsuelo, de Josep Llimona (actualmente una copia, ya que el original se halla en el MNAC).
En 1932 se realizó una nueva decoración a cargo de Santiago Marco, con el fin ya marcado de acoger el Parlamento de Cataluña, tras la proclamación de la Segunda República; entonces el antiguo Salón del Trono se convirtió en Salón de Sesiones. Fue entonces cuando el escudo de los Borbones de la fachada fue sustituido por las cuatro barras del escudo de Cataluña.
Tras la Guerra Civil el edificio volvió a ser destinado a fines militares, hasta que en 1945 se destinó a sede del Museo de Arte Moderno de Cataluña. Con la instauración del franquismo, se cambió de nuevo el escudo de Cataluña por el de Borbón.
Con la llegada de la democracia, en 1977 volvió a ser sede del Parlamento, fecha en la que el edificio fue rehabilitado; de nuevo se cambió el escudo de Borbón por el de Cataluña. Por último, tras el traslado del Museo de Arte Moderno al Palacio Nacional de Montjuic —sede del MNAC— en 2004, el edificio fue destinado por completo a su función parlamentaria.
El palacio ha tenido continuas rehabilitaciones con el paso del tiempo, ya que por su fecha de construcción carecía de sistemas de cimentación, y el peso del edificio ha provocado constantes problemas de humedades por capilaridad y pequeños hundimientos.

### Elementos ornamentales

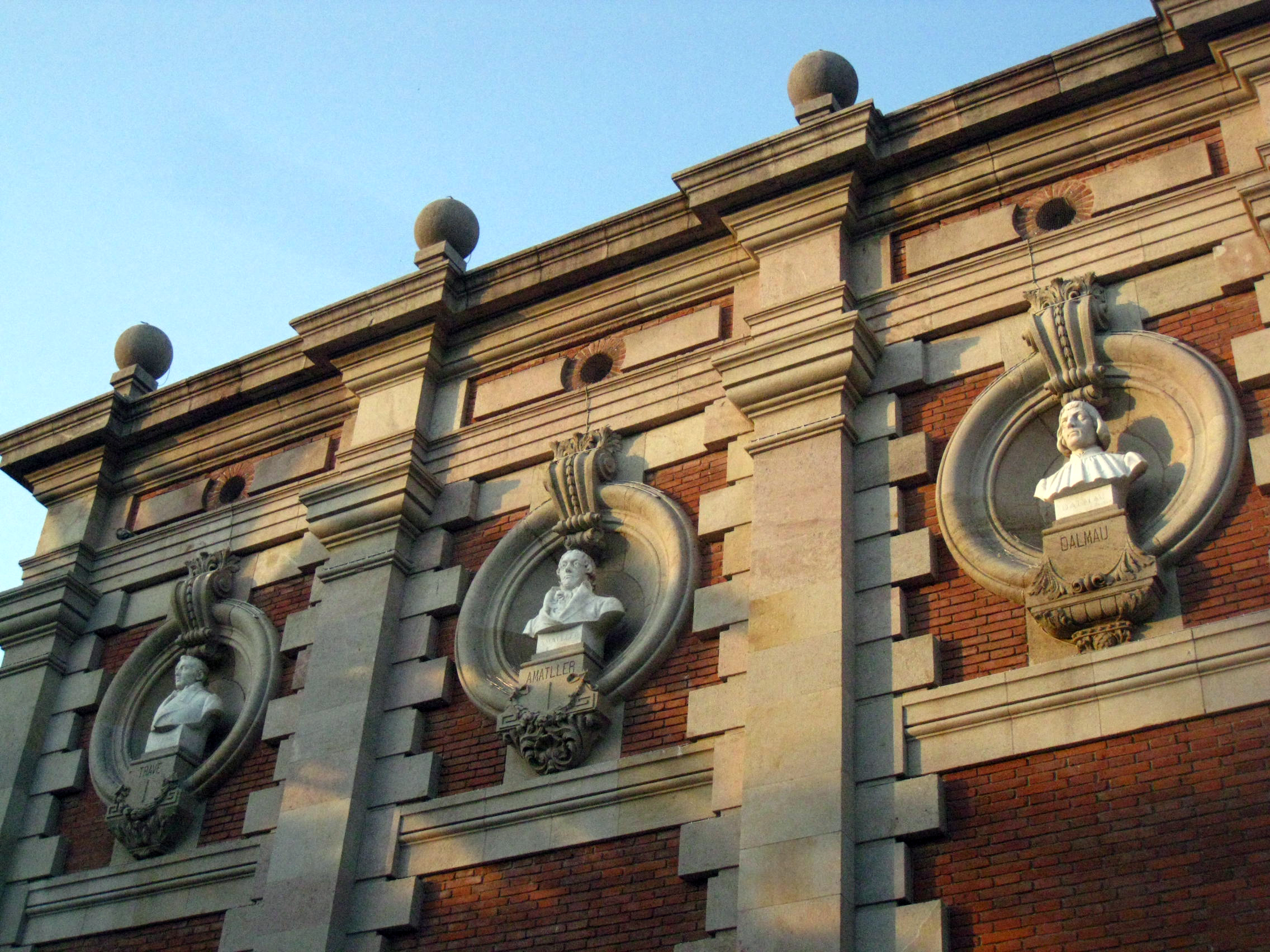
Detalle de algunos de los bustos que decoran el edificio.

Durante los trabajos de restauración de Pedro Falqués se decidió colocar en la fachada de las dos nuevas naves laterales un conjunto de bustos dedicados a personajes vinculados con el arte, ya fuese artistas o historiadores, casi todos ellos catalanes. Realizados en mármol, fueron colocados en hornacinas circulares a todo lo largo de las fachadas del edificio (frontal, posterior y laterales), entre 1909 y 1911. Son un total de 28 que, desde el extremo izquierdo de la fachada principal y yendo de izquierda a derecha son: Nicolau Travé (Damià Pradell), Blas Ametller (Joan Carreras), Lluís Dalmau (Anselm Nogués), Pere Pau Muntanya (Manuel Fuxá), Pere Pasqual Moles (Josep Soler Forcada), Manuel Tramulles (Josep Reynés), Los Vergós (Dionisio Renart), José Luis Pellicer (Pablo Gargallo), Salvador Mayol (Eduard B. Alentorn), Mariano Fortuny (Antonio Parera), Joseph-Bernard Flaugier (Miquel y Luciano Oslé), Vicente Rodés (Joan Centelles), Elías Rogent (Manuel Fuxá), Antonio Viladomat (Josep Reynés), Jerónimo Suñol (Antonio Parera), Jaume Ferrer Bassa (Pere Carbonell), Joaquín Vayreda (Josep Canalias), Pablo Rigalt (Enric Clarasó), Lluís Borrassà (Pere Carbonell), Ramón Amadeu (Ismael Smith), Damià Campeny (Agapito Vallmitjana), Ferdinando Galli Bibbiena (Rafael Atché), El maestro Alfonso (Josep Montserrat), Los Planella (Miquel y Luciano Oslé), Luis Rigalt (Venancio Vallmitjana), Francesc Soler Rovirosa (Josep Carcassó), Benito Mercadé (Venancio Vallmitjana) y Joan Soler Faneca (Antonio Alsina).
Además de la decoración exterior, el edificio cuenta con diversas obras de arte repartidas entre sus numerosas salas y pasillos: las esculturas San Jorge (Josep Salvadó Jassans, 2003), Mujer sentada (Lluís Cera, copia de un original de Joan Rebull, 1994), Joven de la concha (Enric Casanovas, 1945), Presentación del Estatuto de Autonomía de 1979 (Josep Ricart, 1982), La fuente de los sueños (Manuel Torres Jiménez, 2003) y Lluís Companys (Manuel Álvarez, 2001); y las pinturas 7 de noviembre de 1971 (Antoni Tàpies, 1971) y Femme (Joan Miró, 1978), así como pinturas murales de Francesc Canyelles i Balagueró.
Por otro lado, en 1981 se instaló en un muro de uno de los patios interiores una placa en Homenaje a la resistencia (antifranquista), obra de Josep Maria Subirachs, y en 1984, la escultura Piedad, de Ferran Ventura.

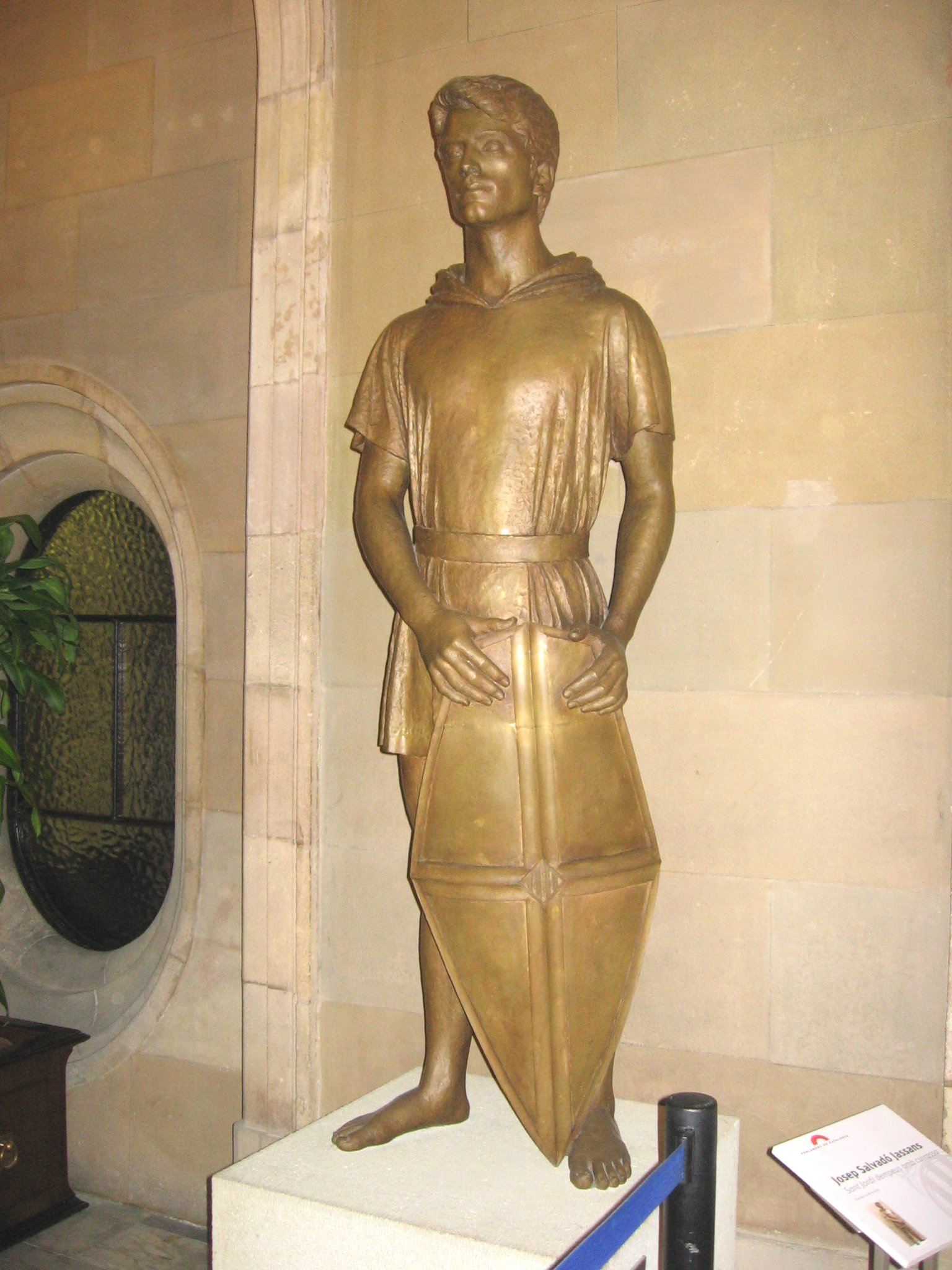
San Jorge, Josep Salvadó Jassans.
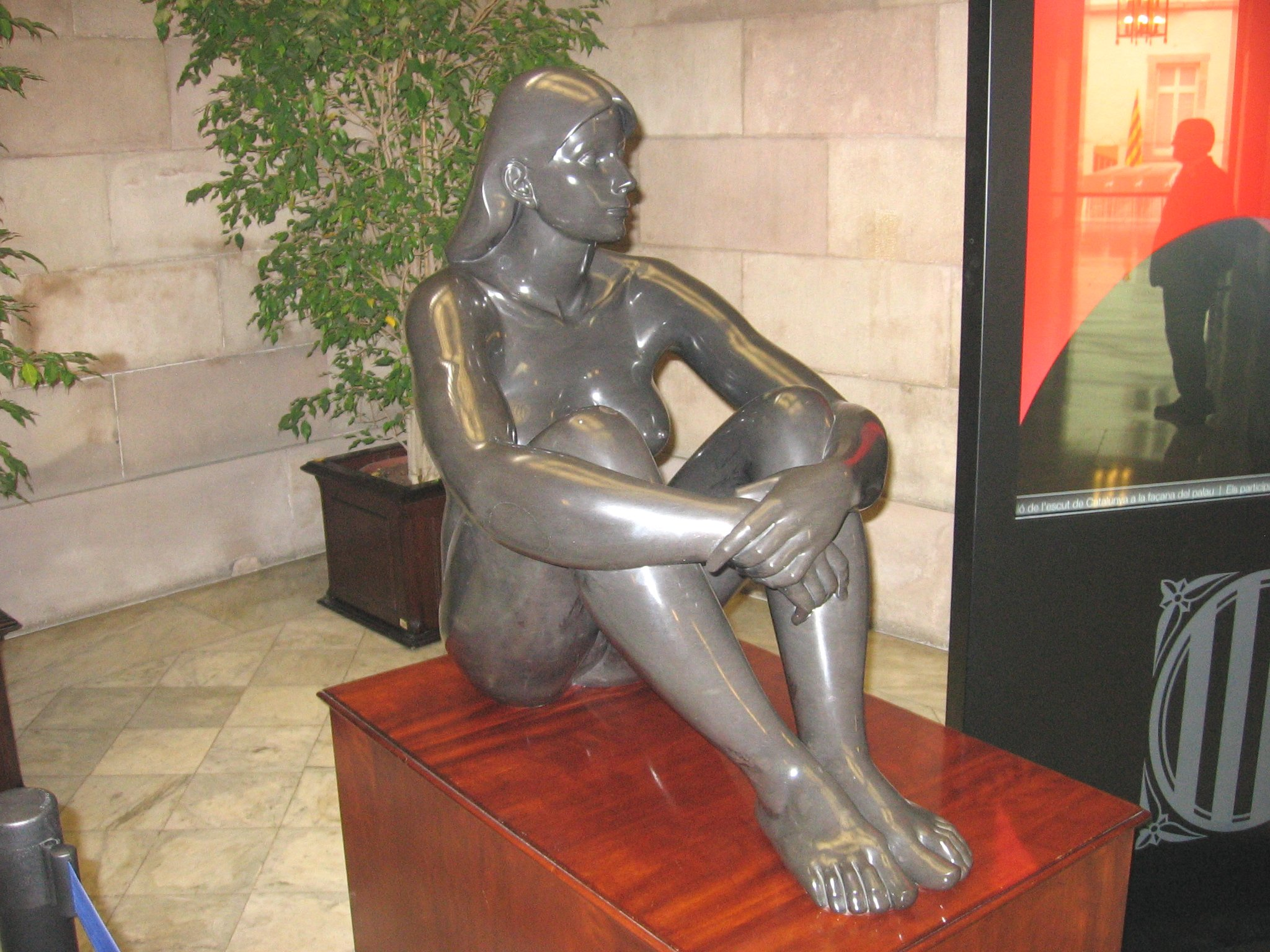
Mujer sentada, Lluís Cera (copia de un original de Joan Rebull).
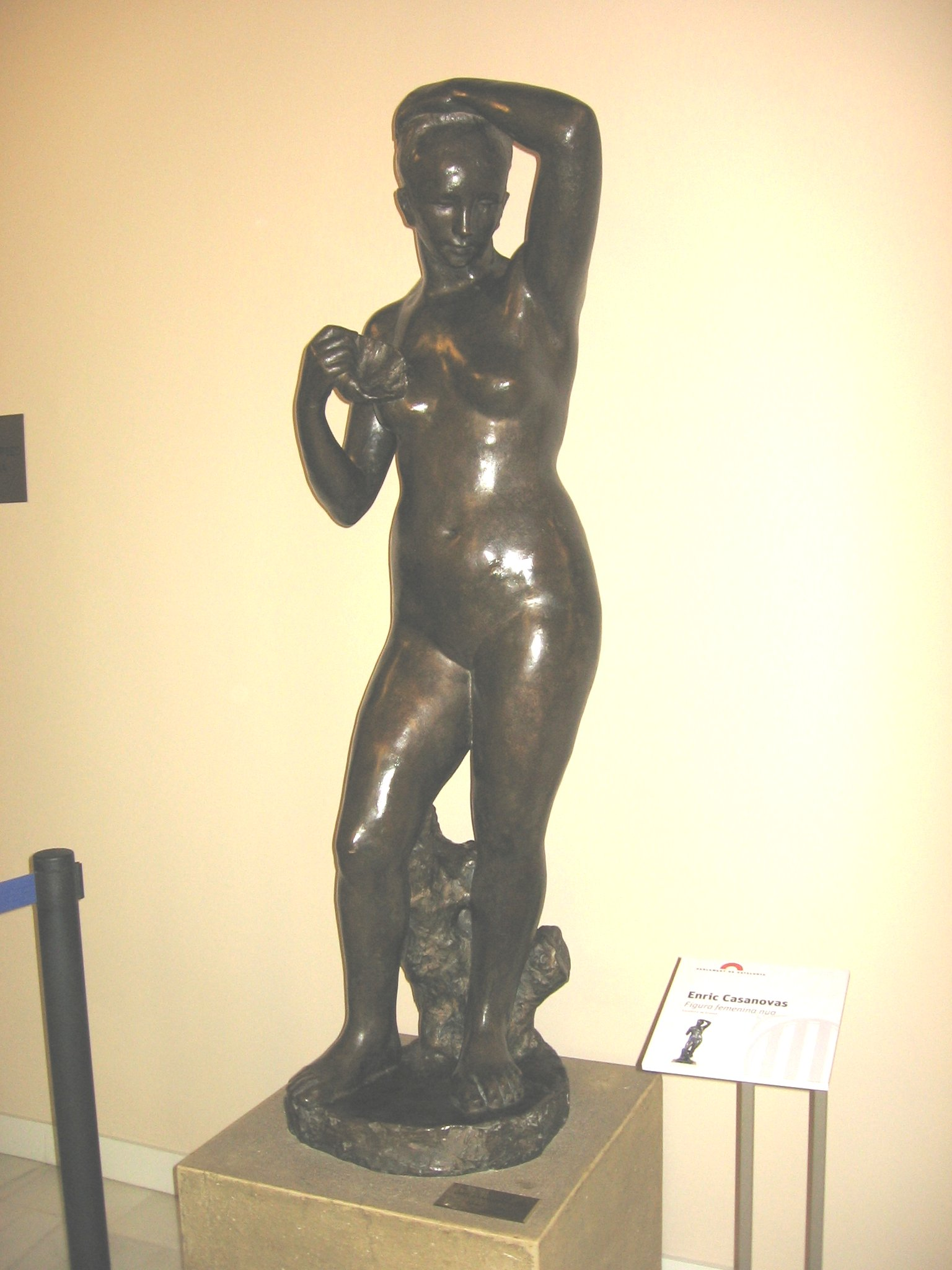
Joven de la concha, Enric Casanovas.
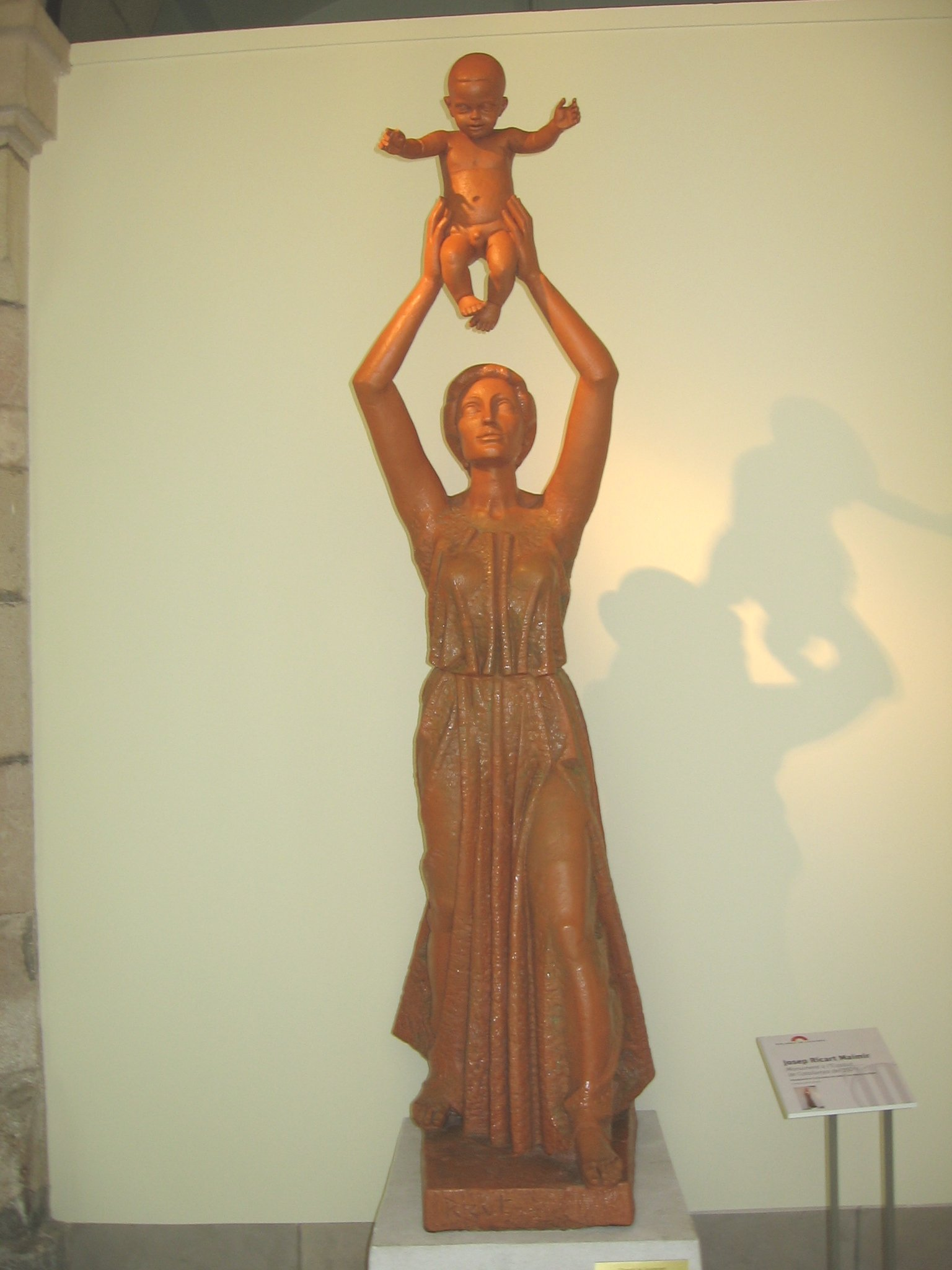
Presentación del Estatuto de Autonomía de 1979, Josep Ricart.
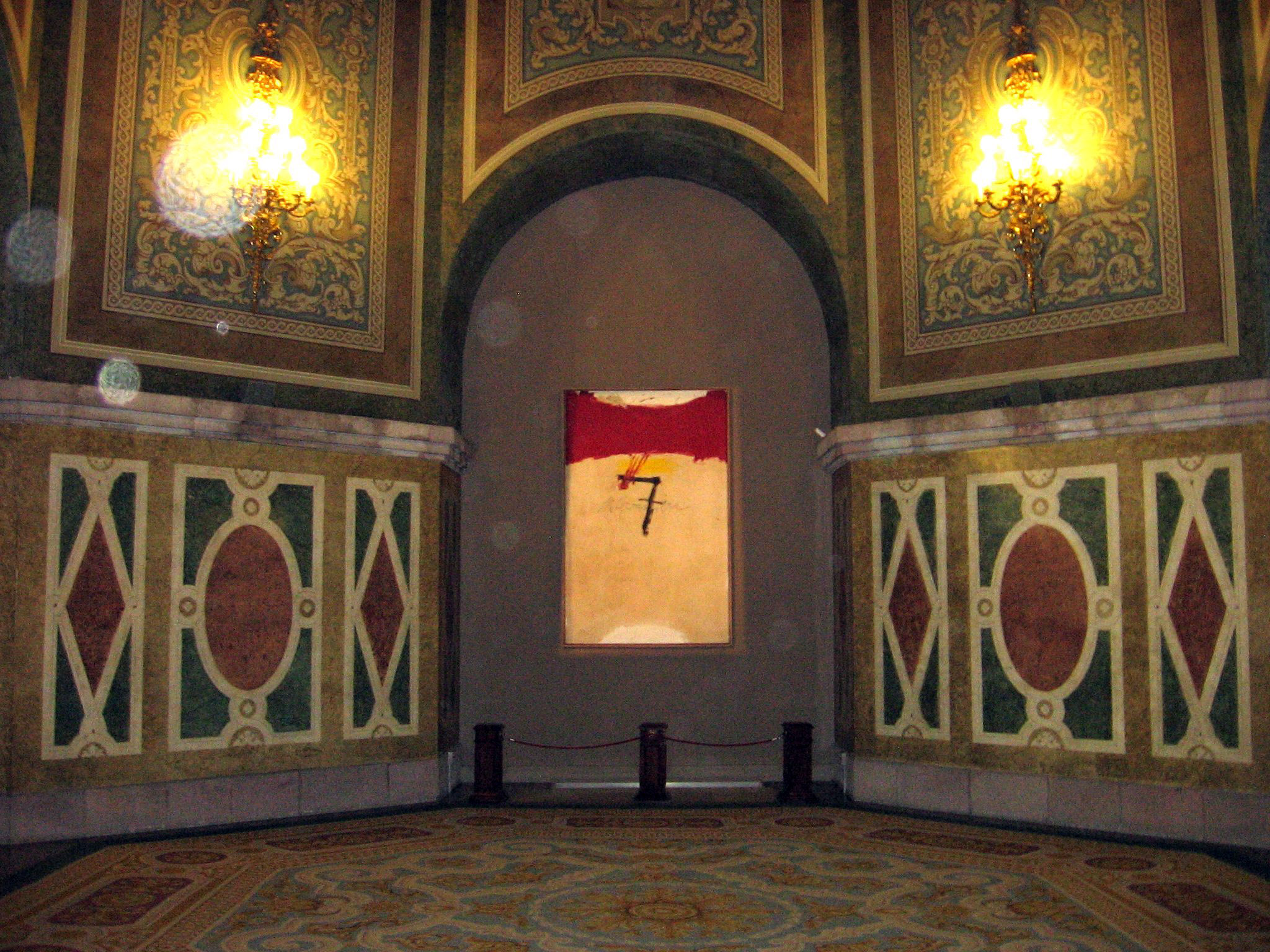
7 de noviembre de 1971, Antoni Tàpies, Sala de Pasos Perdidos.
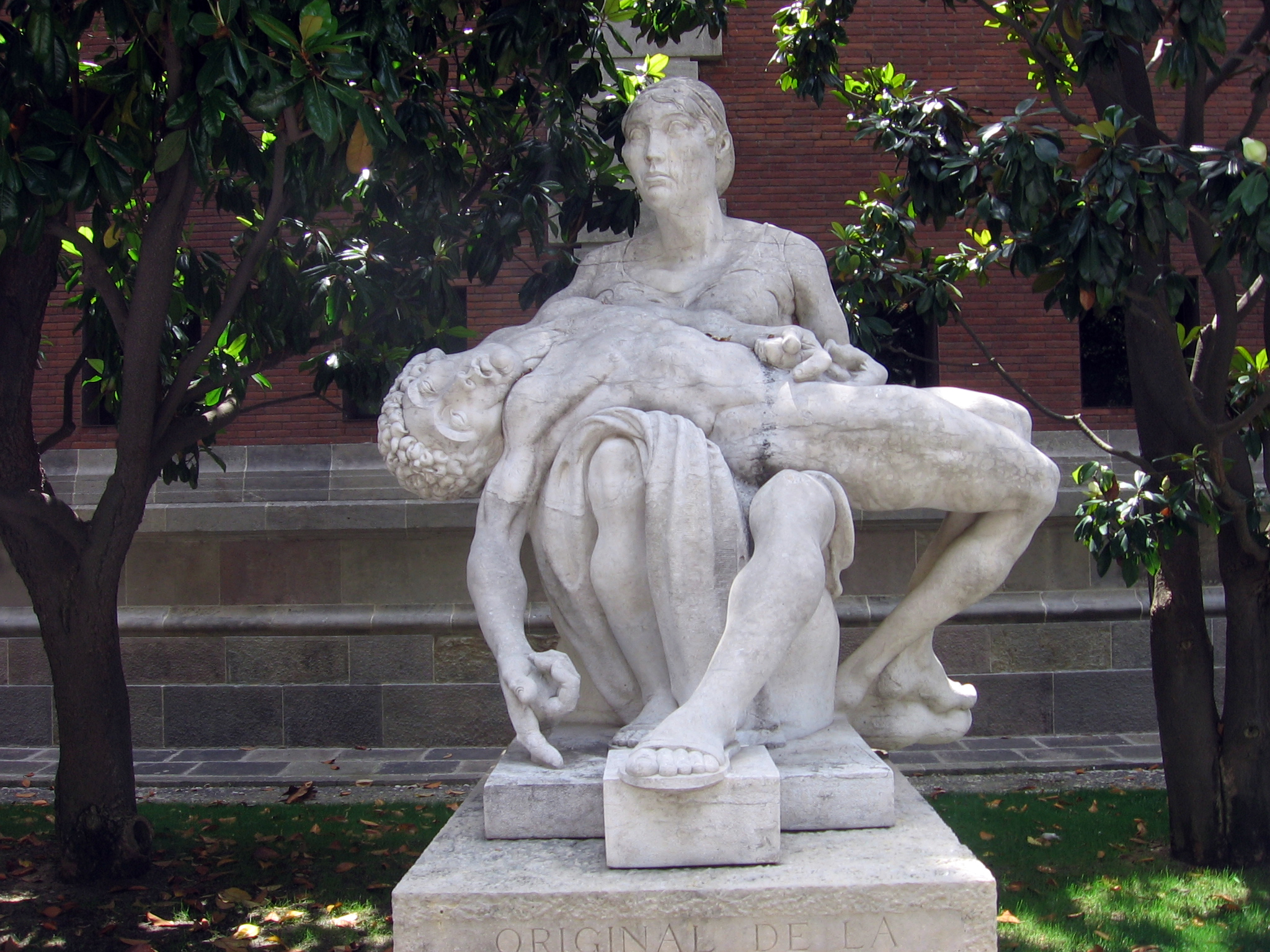
Piedad, de Ferran Ventura.

## Galería

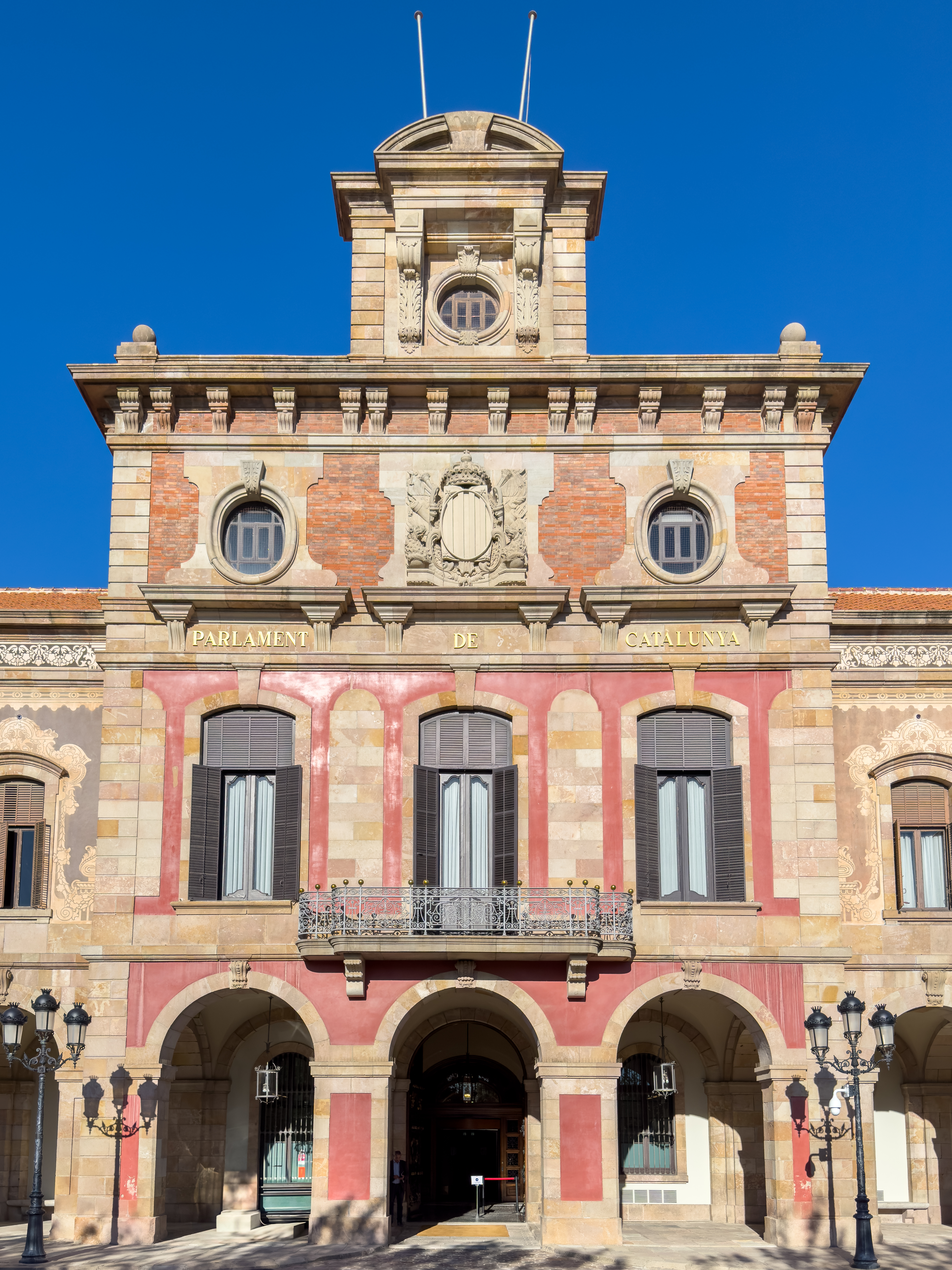
Fachada
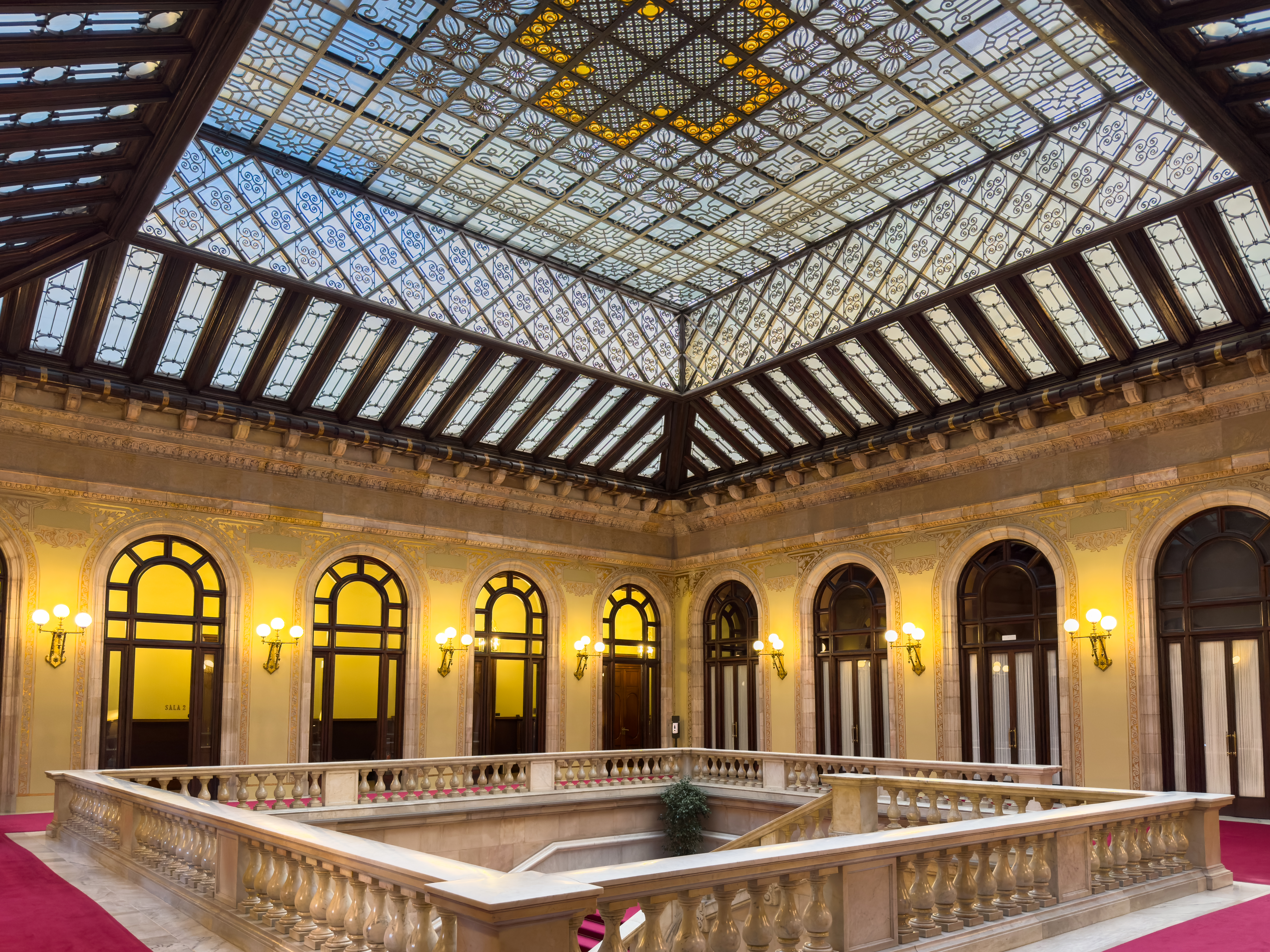
Interior
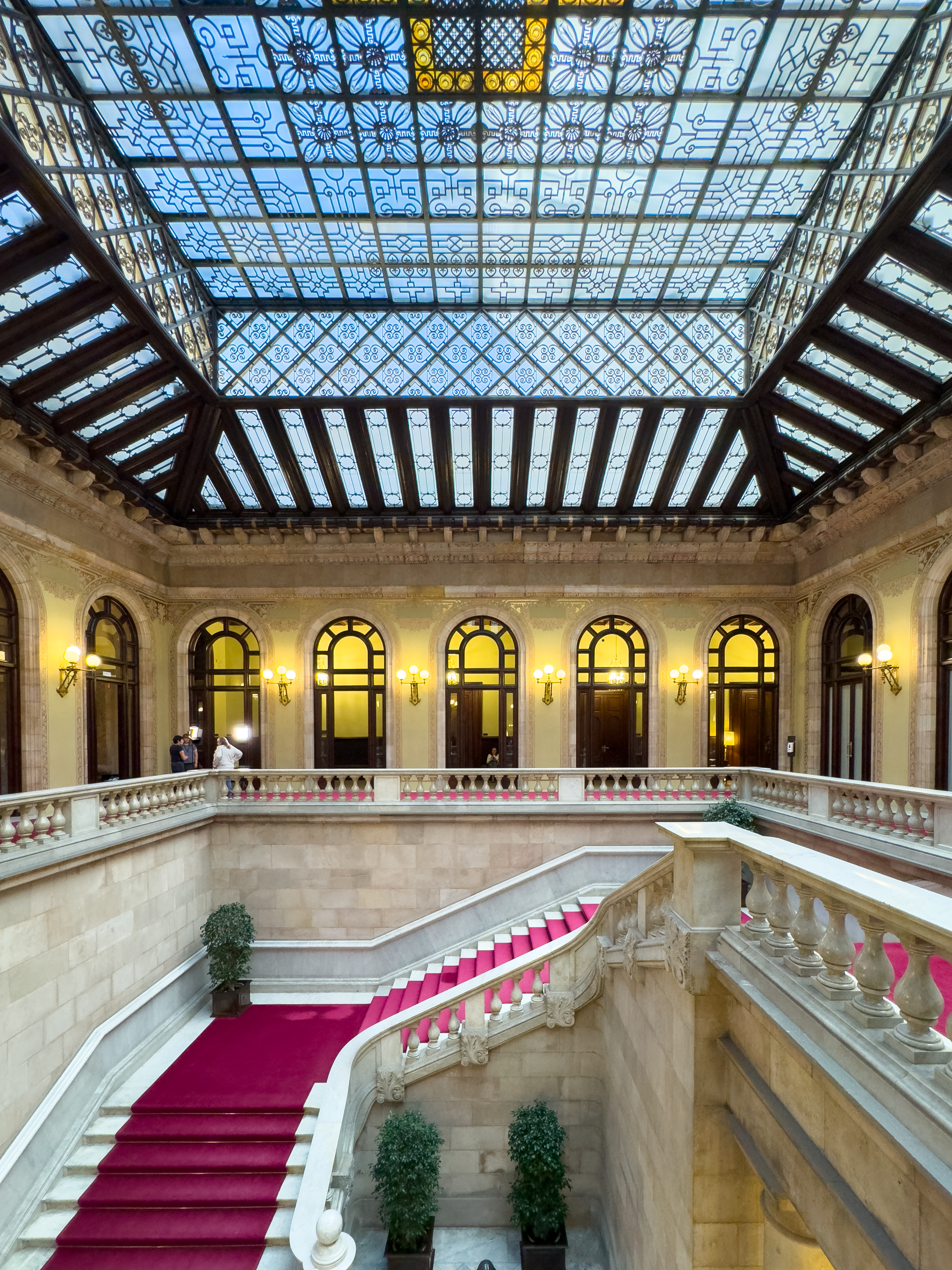
Interior
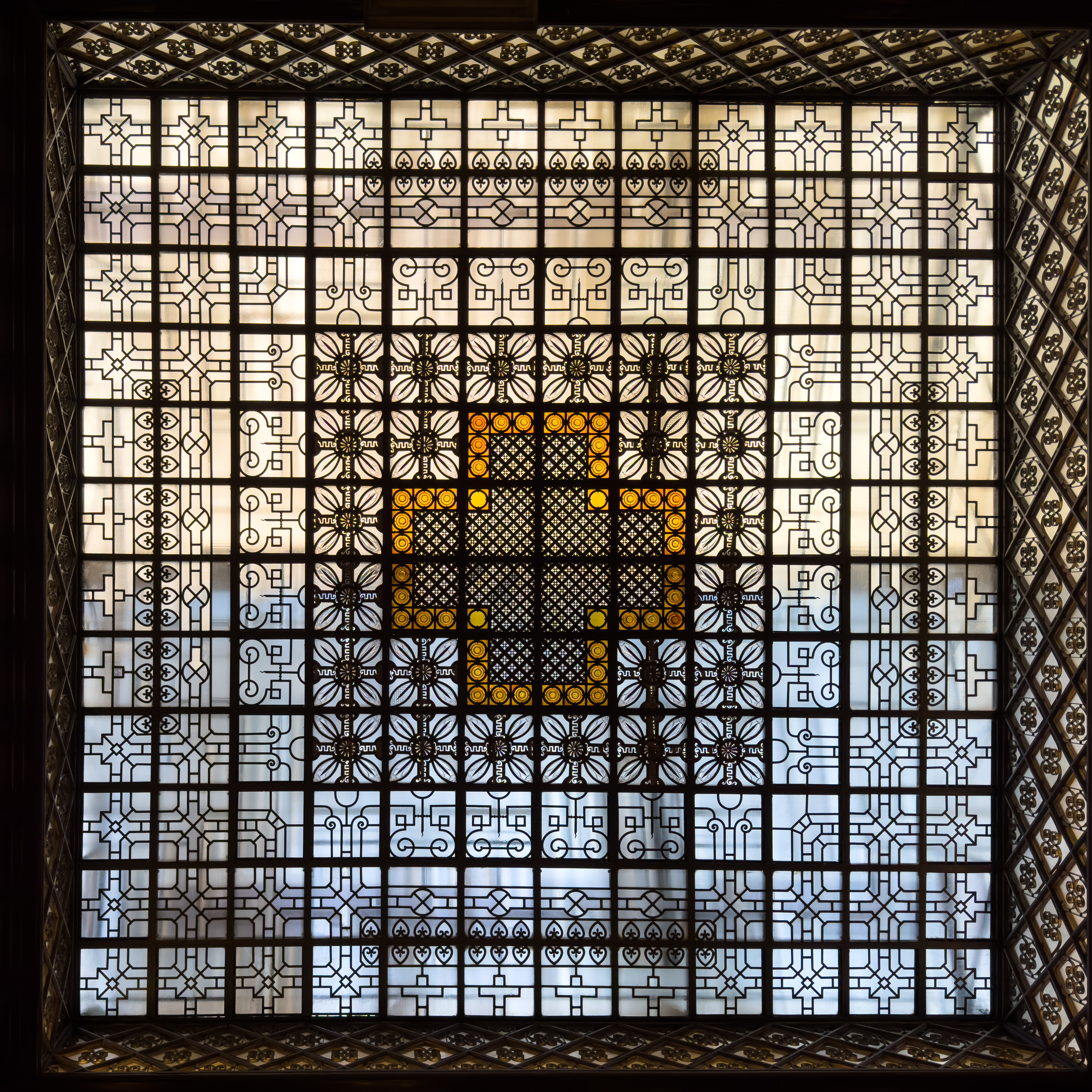
Interior
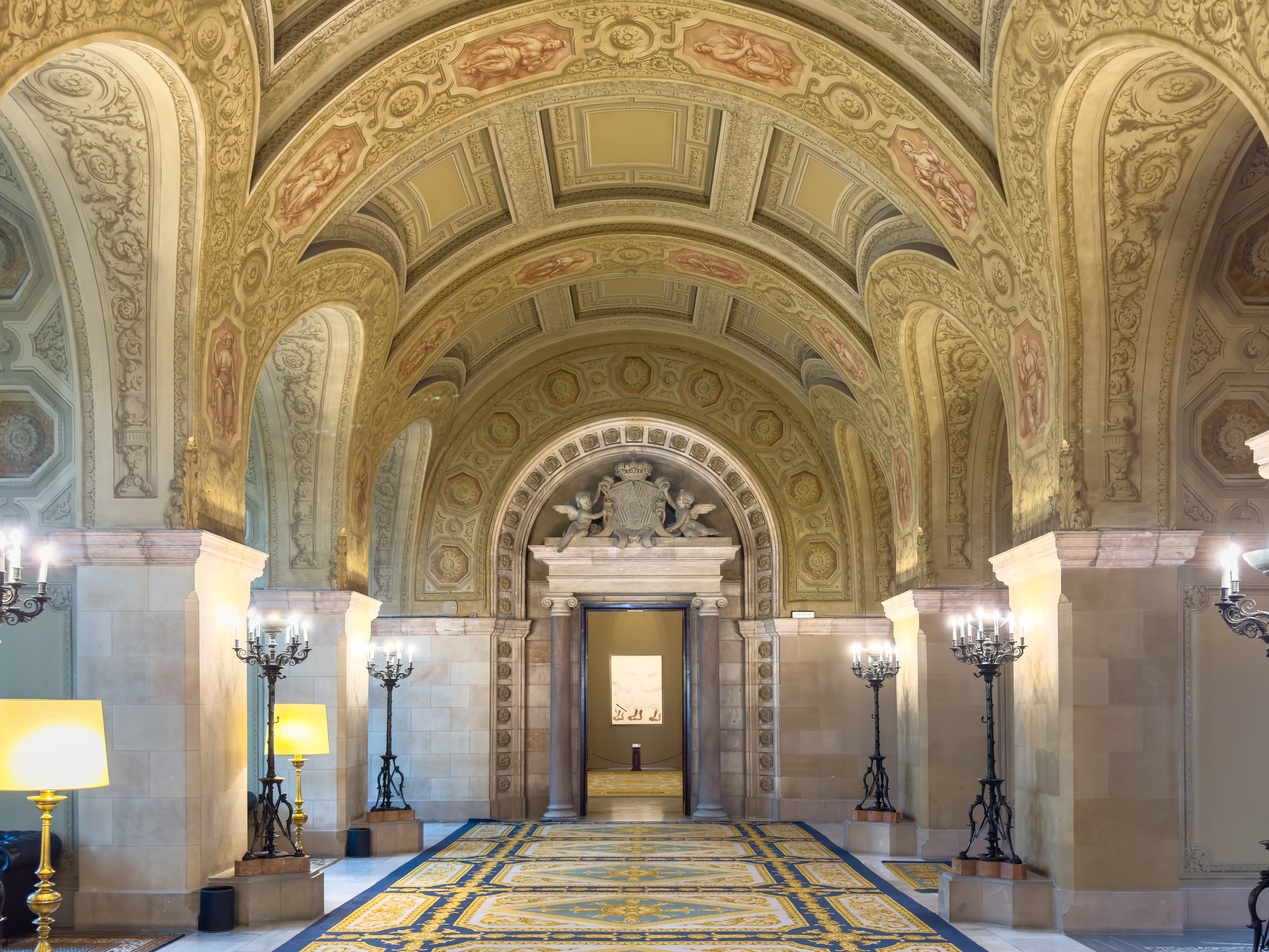
Saló dels Canelobres
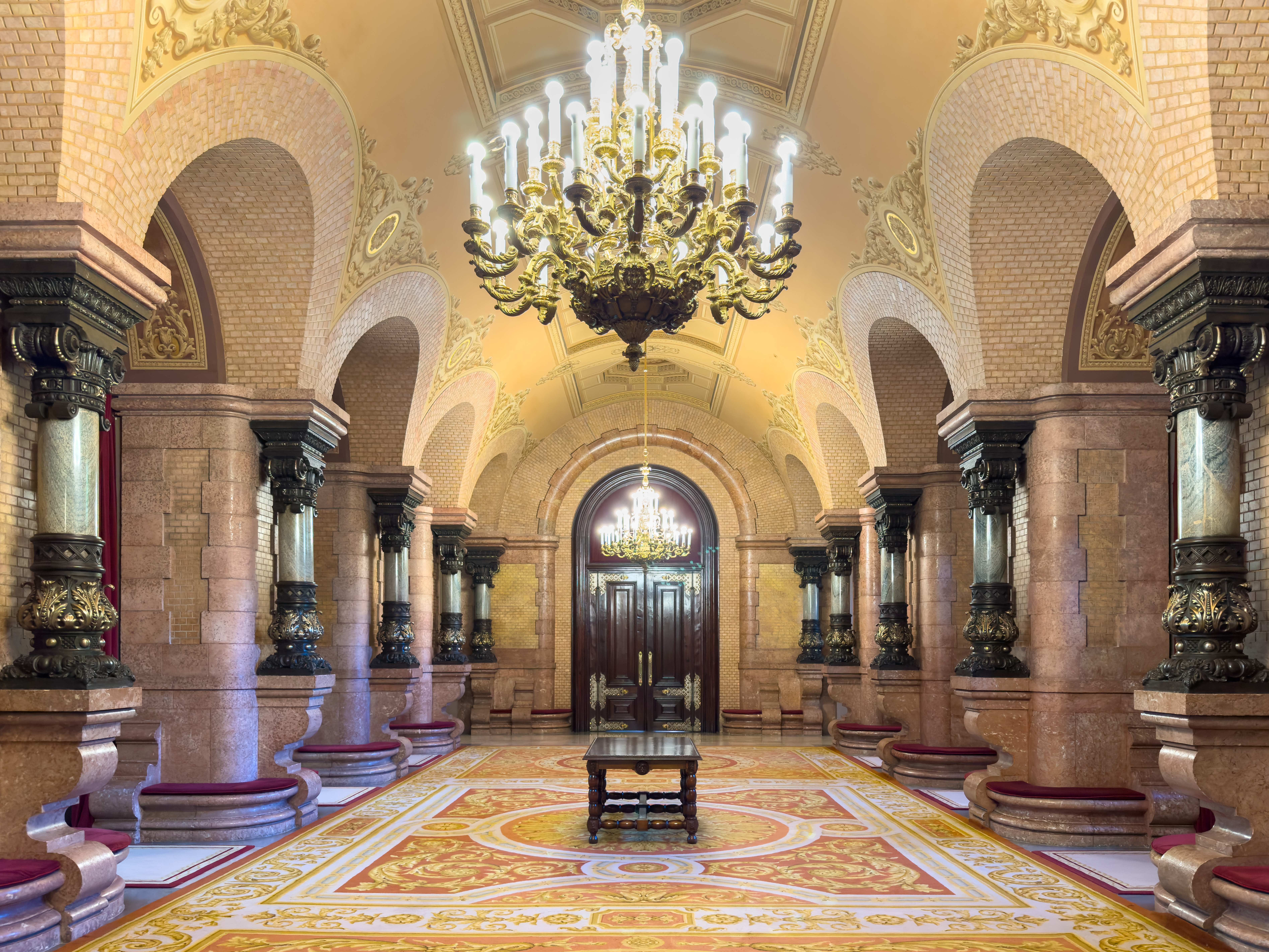
Saló Rosa de passos perduts
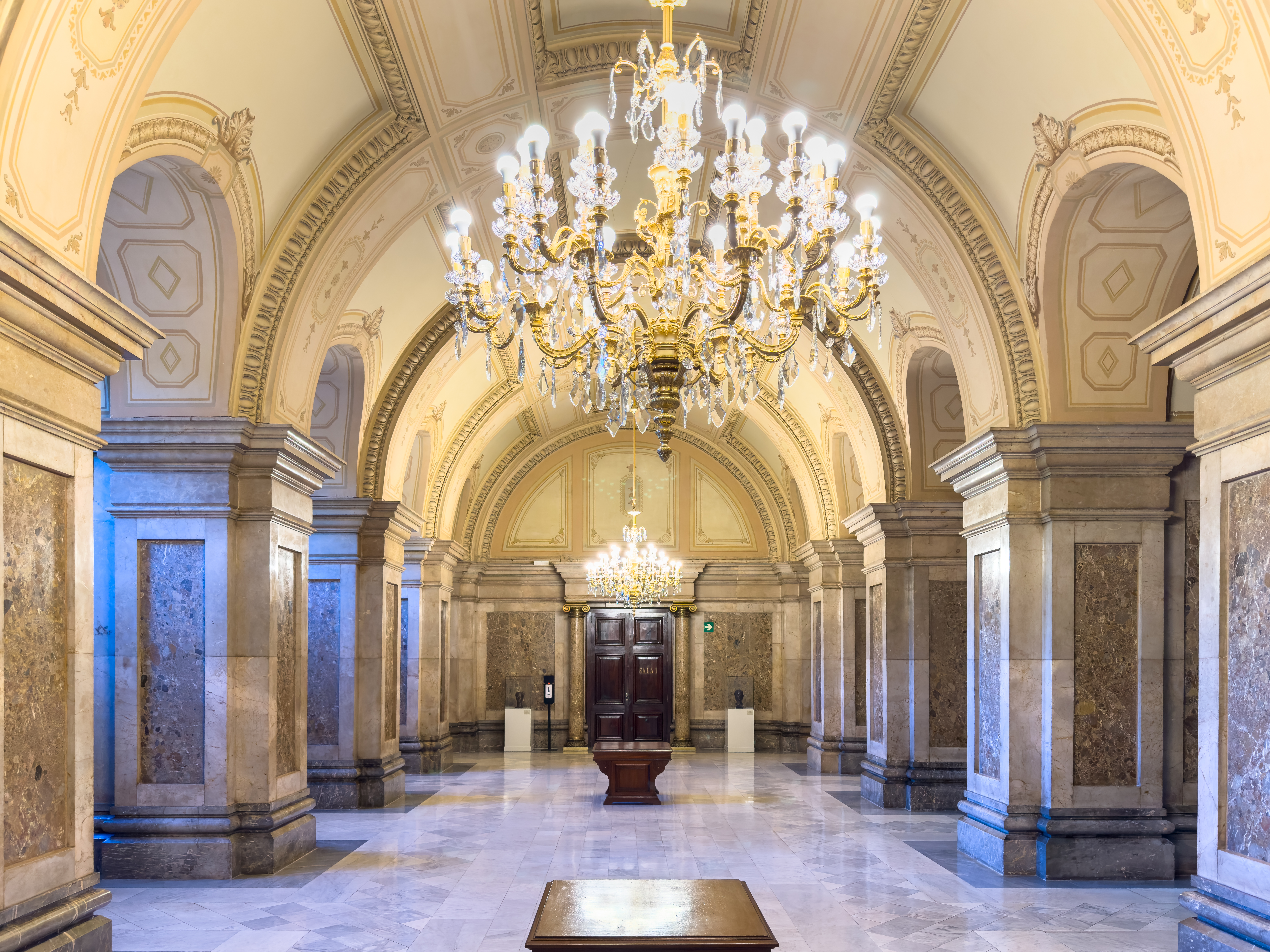
Saló Gris de passos perduts
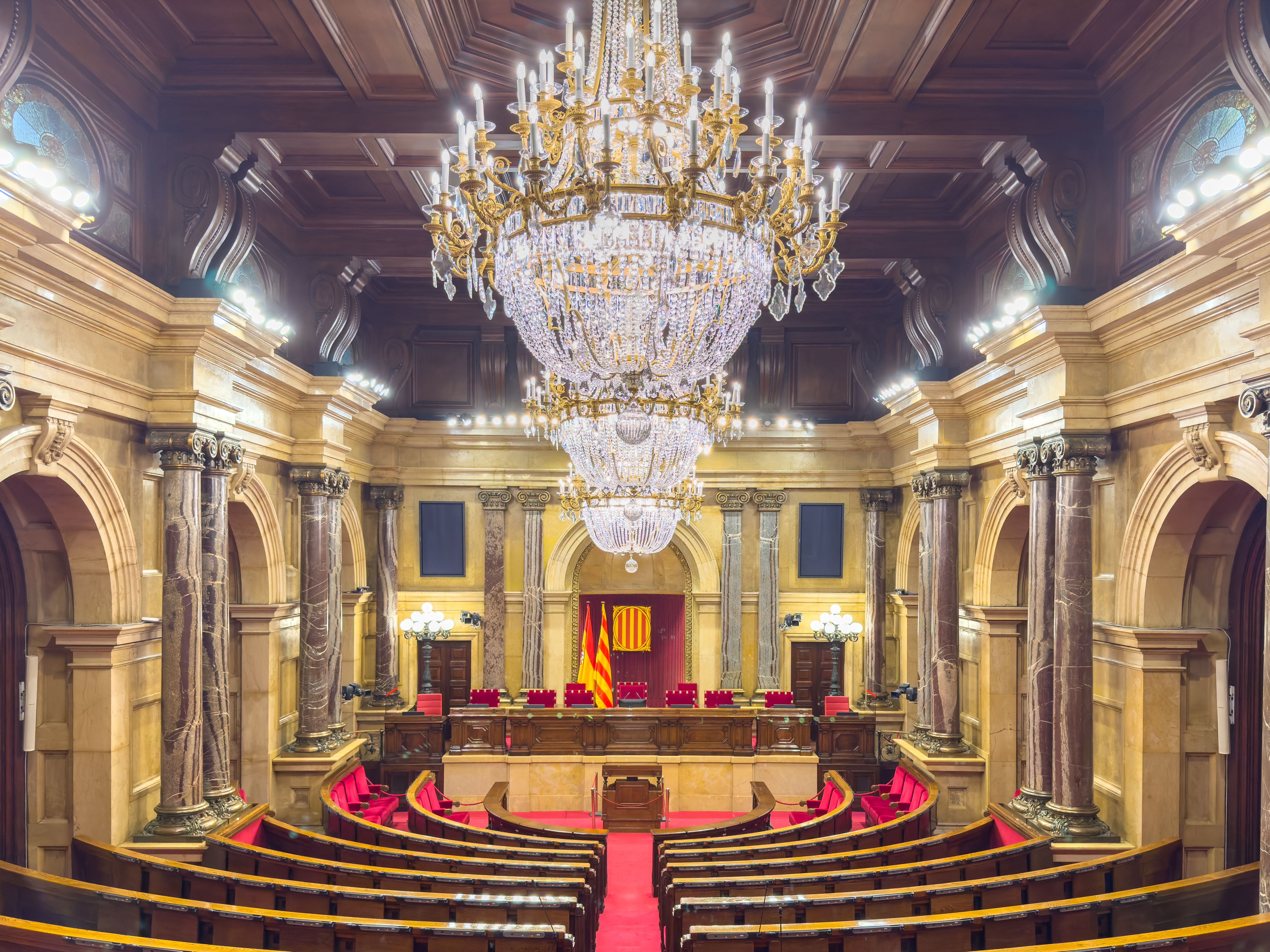
Hemicicle